# 컬럼비아 (이름)

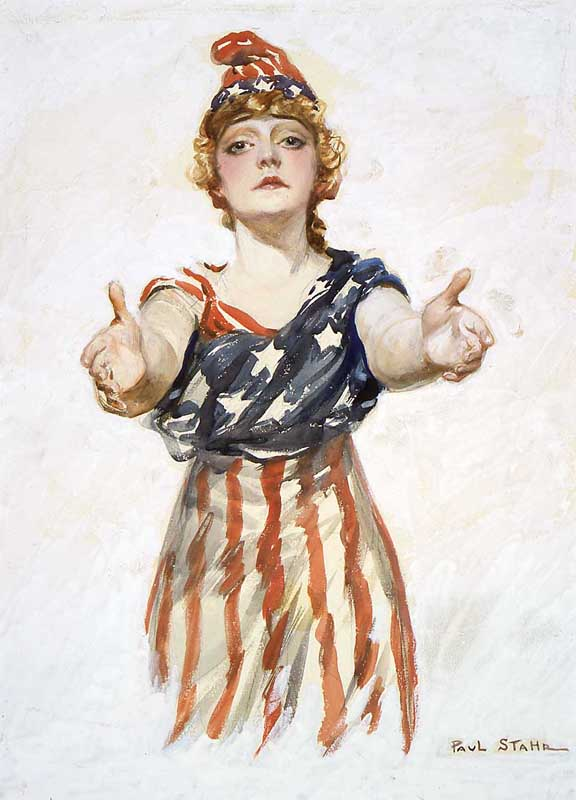
미국의 국기 가운과 프리기아 모자를 쓴 의인화된 컬럼비아, 제1차 세계대전 애국 포스터.

컬럼비아(Columbia)는 미국을 의인화하는 데 사용된 역사적, 시적 이름이자 캐릭터이며, 미국의 여성적 의인화한 이름이기도 하다. 이것은 많은 사람들, 장소, 물건, 기관 그리고 회사의 이름이 되기도 했다. 컬럼비아 대학교, 컬럼비아 특별구(미국의 수도 D.C.의 약자) 그리고 컬럼비아 강 등에 사용되었다. 컬럼비아는 자유의 여신상이 등장하면서, 미국의 여성 상징으로서의 지위를 빼앗기게 되었다.

## 어원과 발음
컬럼비아는 근대 라틴어 지명학으로 크리스토퍼 콜럼버스의 ‘columb-’에서 사용되는 성과 접미아로 여러 나라(예를 들면, 갈리아 Gallia)의 흔한 라틴어 이름 ‘–ia’가 합성된 것이다. 따라서 이 말의 의미는 ‘콜럼버스의 나라’라는 의미이다. 발음은 ‘컬럼비어’(/kəˈlʌmbiə/)로 한국어 표기는 ‘컬럼비아’로 표기한다.

## 역사

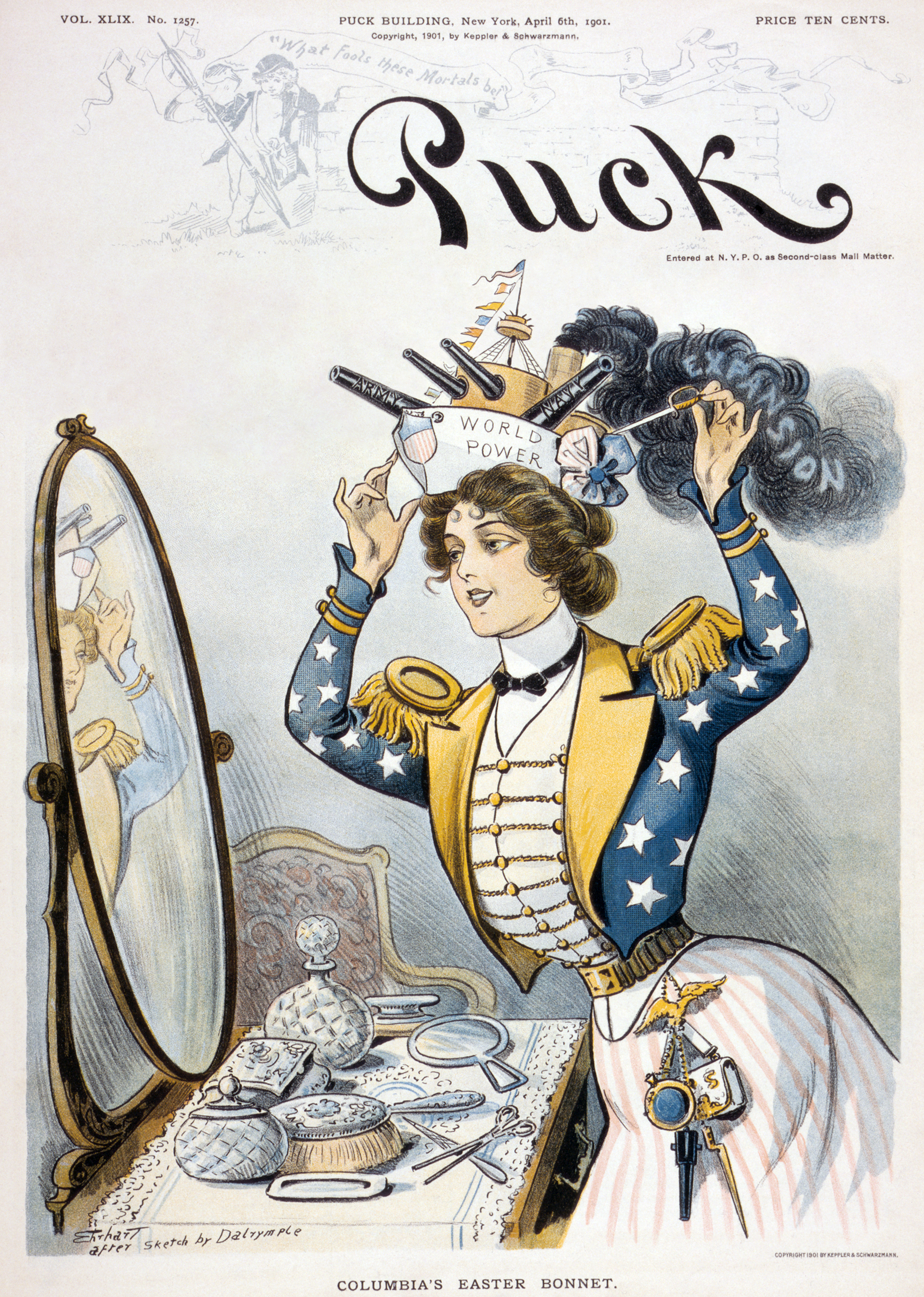
부활절 모자로 세계 권력이라는 글자가 쓰여진 군함을 쓰고 있는 컬럼비아 (cover of 퍽 (Puck), 1901년 4월 6일).

미국(America)을 컬럼비아라는 명칭으로 표기한 것은 1738년 영국 의회의 토론을 다룬 에드워드 케이브의 주간 간행물 《더 젠틀맨스 매거진》(The Gentlemen's Magazine)에 최초로 등장한다. 의회 토론 출간은 원칙적으로 불법이었지만, 그래서 이 논쟁은 《릴리풋 상원 의원의 논쟁 리포트》(Reports of the Debates of the Senate of Lilliput)로 살짝 위장을 해서 출간되었으며, 기록에서 발견되는 이름은 대부분 다른 허구의 이름으로 대체되었다. 대부분의 이러한 이름은 아나그램 또는 실제 이름을 유사한 바꾼 이름으로, 이것들 중 몇개는 조나단 스위프트의 소설 《걸리버 여행기》에서 따오기도 했으며, 또 다른 일부는 고전적, 또는 신고전적 형태의 이름이었다. 예를 들어, 아일랜드(Ireland)를 레네(Ierne)로, 스페인을 이베리아(Iberia)로 뉴욕(요크 York의 로마 식 에보라쿰으로)을 노베보락(Noveborac)을 가리키는데 사용했다.
이 이름은 ‘소인국’(Lilliputian)을 영어식 이름으로 대체하려는 생각이었다고 설명하고 있는 소개말 수필의 저자인 것으로 보이는 새뮤얼 존슨에 의해 만들어진 것으로 보인다. 존슨은 또한 1740년에서 1743년은 논쟁들을 쓰기도 했었다. 이 이름은 1746년 12월까지 《젠틀맨스 매거진》에 계속 등장하였다. 컬럼비아는 미국에 대한 명백한 차용어였으며, 발견자 크리스토퍼 컬럼버스의 성의 기반을 다소 덜 알려진 아메리쿠스 베스푸치우스의 이름 기반으로 대체한 것이다.
많은 의회의 결정들이 식민들에 바로 반영된 의회의 논쟁들이 배포되면서, 미국 내 영국령 식민지에까지 도달하자 컬럼비아라는 이름은 미국을 건국한 세대들에게 익숙한 이름이 되었을 것이다.
18세기 후반에, 미국 식민지는 바다 건너 영국 사천들의 정체성과는 다른 정체성을 확립하기 시작했다. 그 당시, 유럽 국가들은 국가에 관한 존경심의 정도를 언급하는데 있어서 정식적인 또는 시적인 맥락에서 라틴어를 사용하는 것이 흔했다. 많은 경우, 이러한 국가들은 이러한 라틴식 이름을 가진 고전적인 여신들로 의인화되었다. 컬럼비아의 사용도 사실상, 잘 알려지지 않은 대륙에 있는 미국인 그리고 로마어로 이름 지어지지 않은 가장 가까운 것이 이러한 관례를 따라 등장하게 된 것이다.
미국 독립 전쟁이 했을 때, 컬럼비아라는 이름은 소인국이라는 원류의 코믹한 함축적 의미를 상실하고, 미국에 대한 대체어 또는 시적 지위를 확립하게 되었다. 아메리카라는 단어가 4음절로 훑어지게 되는 반면, (18세기 영어 운율법에 따르면 3음절로 정상적으로 읽힌다.), 컬럼비아라는 말은 훨씬 운율적으로 편했다. 예를 들어, 이 이름은 조지 3세의 결혼과 대관식에 등장한다.
Behold, Britannia! in thy favour'd Isle; 보라! 브리타니아를 그대가 좋아하는 섬에 있는
At distance, thou, Columbia! view thy Prince, 멀리서, 그대 컬럼비아가 당신의 왕자를 보고 있다.
For ancestors renowned, for virtues more; 선조들에게 미덕 이상의 것으로 알려진
컬럼비아라는 이름은 빠르게 다양한 미국의 정체성을 나타내려는 물품들에 적용되었다. 1773년 매사추세츠에서 건조된 배는 ‘컬럼비아’라는 이름을 수용하였고, 이후 탐사선으로 명성을 떨치고, 컬럼비아 픽처스 같은 새로운 다른 컬럼비아들에게 이름을 빌려주게 된다.

## 같이 보기
- 자유의 여신
- 자유의 상
- 민주주의의 여신
- 과달루페의 성모
- 게르마니아
- 브리타니아
- 엉클 샘
- 아테나
- 국가 의인화